# Radisson (série télévisée)
Pour les articles homonymes, voir Radisson (homonymie).
Radisson est un téléroman québécois en 26 épisodes de 25 minutes en noir et blanc réalisé par Pierre Gauvreau et diffusé entre le 3 février 1957 et le 16 décembre 1959 à la Télévision de Radio-Canada et en anglais sur le réseau CBC.

## Synopsis
Mettant en scène le célèbre explorateur et commerçant de fourrures Pierre-Esprit Radisson (1636-1710) de Nouvelle-France, le feuilleton est construit comme un documentaire dramatique, avec un narrateur. Fondés sur les explorations historiques de Radisson, les épisodes relatent ses aventures avec les tribus autochtones et des explorateurs d’autres nations, entre autres dans les eaux et territoires nordiques de la Baie James. À travers les récits, plusieurs aspects de la vie de l’époque sont abordés comme les longs trajets sur rivière en canot, les portages, la construction d’abris pour l’hiver, la trappe du castor, etc.

## Fiche technique
- Réalisation : Pierre Gauvreau
- Production : Jean-Yves Bigras
- Scénario : Jean Desprez, John Lucarotti et Renée Normand
- Photographie : Denis Mason
- Costumes : Monique Charbonneau
- Société de production : Société Radio-Canada

## Distribution
- Jacques Godin : Pierre-Esprit Radisson
- René Caron : Desgroseillers (note: dans le Télé-horaire La Semaine à Radio-Canada, le nom Desgroseillers, s'écrit de plusieurs façons : Des Groseillers; Des Groseilliers, etc.)[2]
- Guy Bélanger : Nerjaka, chef des Hurons
- Pierre Boucher : Père Ragueneau
- Boudha Bradon : le Hollandais
- Jean Brousseau : D'Avignon
- Louis Cusson : Kara, indien Cri
- Marc Forrez : médecin
- Bertrand Gagnon : Commandant Dupuis
- Paul Hébert : grand chef Cri
- Michèle Le Hardy : dame parisienne
- Roland Lepage : Ferrand
- André Loiseau : Algonquin
- Dyne Mousso : Tayona
- Gérard Poirier : Dubois
- Claude Provencher : le pâtre
- José Rodriguez : Lerka (indien Cri) et chef iroquois
- Raymond Royer : Onengan
- Lionel Villeneuve : Père Radisson
- Édouard Woolley : hôte parisien
- Jack Zolov : indien solitaire
- Camille Ducharme : Gouverneur

D'après le Répertoire des séries, feuilletons et téléromans québécois de 1952 à 1992, écrit par Jean-Yves Croteau et publié par les Publications du Québec en 1993, il y aurait eu également :
- Julien Bessette
- Camille Ducharme : le gouverneur
- Pierre Dufresne
- Françoise Faucher
- Bill Fournier
- Benoît Girard
- Guy L'Écuyer

## Épisodes
Note : Nous avons retranscrit les synopsis indiqués dans le télé-horaire La Semaine à Radio-Canada. Le même épisode peut avoir été décrit d'une façon différente d'une période à l'autre. Nous avons conservé les différentes versions afin d'enrichir l'opinion qu'un lecteur peut avoir d'un épisode.
- Diffusion 1957 et 1958

1. Le premier épisode fut diffusé dimanche 3 février 1957 à 17 h 30, en remplacement de Pépinot. Aucun synopsis n’est indiqué dans La Semaine à Radio-Canada.
2. Radisson sort vainqueur des épreuves que lui font subir les Iroquois et devient membre de la tribu. Diffusion : le dimanche 10 février 1957.
3. Radisson et DesGroseillers s’allient aux Hurons de Mojida contre les Ironquois. Diffusion : le dimanche 10 mars 1957.
4. Nahala rend visite à Radisson et DesGroseillers… Diffusion : le dimanche 24 mars 1957.
5. De retour à Trois-Rivières, Radisson et DesGroseillers caressent un nouveau projet d’exploration pour atteindre la légendaire mer du Nord. Diffusion : le dimanche 31 mars 1957.
6. Radisson, Desgroseillers et les Hurons, surpris par la tempête sont forcés des se réfugier dans une cabane pour y passer l’hiver. Diffusion : le dimanche 14 avril 1957.
7. Radisson et Desgroseillers arrivent à la Baie d’Hudson. Diffusion : le dimanche 21 avril 1957.
8. Malgré les conseils de Radisson qui craint une tempête de neige, le chef huron Nerjaka s’aventure dans la forêt. Un accident immobilise Nerjaka. Diffusion : le dimanche 28 avril 1957.
9. Isolés dans les solitudes du grand-nord canadien, Radisson et Desgroseillers ne se doutent pas qu’ils sont l’objet de la surveillance d’une tribu. Diffusion : le dimanche 10 novembre 1957.
10. Radisson quitte la mer du Nord. Diffusion : le dimanche 17 novembre 1957.
11. Préparatif de départ; Arrivée de Tayona; dispute de Radisson et des Groseilliers. Diffusion : le dimanche 24 novembre 1957.
12. En route vers les Trois-Rivières. Diffusion : le dimanche 1er décembre 1957.
13. Radisson et Desgroseilliers errent dans la forêt à la recherche de Nerjaka et ses Hurons. Diffusion : le dimanche 8 décembre 1957.
14. Radisson et des Groseilliers en danger de mort… Diffusion : le dimanche 29 décembre 1957.
15. Radisson et Desgrosillers ont renoncé à atteindre la Mer du Nord à bord du « Maid of Derby ». Le navire vogue maintenant vers Boston. Diffusion : le dimanche 5 janvier 1958.
16. Rentrant aux Trois-Rivières après leur échec à Boston, Radisson et Des Groseilliers font escale dans un petit village de pêcheurs situé à l’embouchure de la Matapédia. Diffusion : le dimanche 12 janvier 1958.
17. Cherchant l’appui des Anglais, Radisson et des Groseilliers sont accueillis favorablement à Port-Royal par le gouverneur Richard Carr et par le diplomate britannique Sir George Carteret. Dernier épisode. Diffusion : le dimanche 26 janvier 1958.
- Diffusion 1959

La Semaine à Radio-Canada présente les mercredis du 8 juillet au 7 octobre 1959, l’émission Radisson. Lors de la diffusion du 12 août, on indique dans La Semaine à Radio-Canada que « Jacques Godin est à sa troisième saison de Radisson ».
1. Les exploits du fameux coureur des bois. Diffusion : le mercredi 8 juillet 1959, à 17 h 30.
2. Querelle entre Des Groseillers et Radisson : ce dernier consent finalement à partir pour les Trois-Rivières. Diffusion : le mercredi 15 juillet 1959.
3. Radisson et Des Groseillers sont en route vers Trois-Rivières mais sont victimes d’une attaque surprise. Diffusion : le mercredi 22 juillet 1959.
4. Radisson et Des Groseillers sont aux prises avec les Iroquois. Diffusion : le mercredi 29 juillet 1959.
5. Radisson et Des Groseillers arrivent à Trois-Rivières mais leurs difficultés ne s’arrêtent pas là. Diffusion : le mercredi 5 août 1959.
Aucun autre synopsis disponible pour cette période.
- Diffusion 1962

Le télé-horaire La Semaine à Radio-Canada indique une rediffusion de la série Radisson à partir du lundi 1er octobre 1962. Cette rediffusion comprend les synopsis à tous les épisodes.
1. À 17 ans, Pierre Esprit Radisson commence sa vie aventureuse. Sur un coup de tête, avec deux de ses camarades, il quitte l’enceinte de son village, Trois-Rivières. Diffusion : le lundi 1er octobre 1962, à 17 h.
2. Radisson accompagne les guerriers iroquois dans une expédition. Avec son frère de sang indien, Nahahla, il attaque une tribu indienne. Diffusion : le lundi 8 octobre 1962.
3. Après deux ans d’absence, Radisson revient à Trois-Rivières. Chez le gouverneur, il rencontre un missionnaire qui insiste pour qu’il le conduise à travers les territoires des Iroquois vers son lieu de mission. Diffusion : le lundi 15 octobre 1962.
4. De retour à Trois-Rivières, Radisson se laisse persuader par son beau-frère, Des Groseilliers, de repartir pour une expédition. Le gouverneur insiste pour qu’ils emmènent avec eux quatre gentilshommes qui viennent de France. Diffusion : le lundi 22 octobre 1962.
5. De retour à Trois-Rivières, Radisson se laisse persuader par son beau-frère, Des Groseilliers, de repartir pour une expédition. Le gouverneur insiste pour qu’ils emmènent avec eux quatre gentilshommes qui viennent de France. Note : Le télé-horaire La Semaine à Radio-Canada indique deux semaines de suite le même synopsis. Il pourrait s'agir d’une histoire en deux parties, ou reportée d'une semaine, d'une reprise ou d'une erreur. Diffusion : le lundi 29 octobre 1962.
6. Le voyage se poursuit avec les jeunes seigneurs français. Radisson et des Groseilliers, qui se savent épiés par les Iroquois, recommandent la prudence à leurs compagnons. Diffusion : le lundi 5 novembre 1962.
7. À la recherche du lac Winnipeg, Radisson et Des Groseillers rencontrent une tribu de Hurons. Les coureurs des bois font alliance avec la tribu d’autant plus facilement qu’elle est menacée par un fort détachement de guerriers iroquois. Diffusion : le lundi 12 novembre 1962.
8. Les Hurons qui accompagnent Radisson et Des Groseilliers, effrayés d’avoir à traverser des territoires appartenant aux Iroquois, se révoltent contre les Français. Diffusion : le lundi 19 novembre 1962.
9. En 1660, Radisson et des Groseilliers reviennent d’une expédition de chasse accompagnés de quelques Hurons. Partout, ils sentent que les Iroquois rôdent et que bientôt ils seront aux prises avec ces terribles guerriers. Diffusion : le lundi 26 novembre 1962.
10. Malgré la défense des gouverneurs de Trois-Rivières et de Québec, Radisson et Des Groseilliers profitent de l’obscurité et partent à la recherche d’une mer au-delà du lac Winnipeg. Diffusion : le lundi 3 décembre 1962.
11. Radisson et Des Groseilliers sont installés chez une tribu huronne avec laquelle ils concluent un pacte d’amitié. Diffusion : le lundi 10 décembre 1962.
12. Les Hurons deviennent paresseux et négligent d’aller chasser pour se faire des provisions. Radisson s’en aperçoit trop tard. (Note: lors de la rediffusion du 13 août 1965, on ajoute: "Radisson, Des Grosseilliers et quelques Indiens décident d'établir un campement pour l'hiver. Les Hurons deviennent paresseux et négligent d'aller chasser pour s'amasser des provisions".) Diffusion : le lundi 17 décembre 1962.
13. Après avoir découvert cette fameuse mer du Nord qu’il cherchait depuis longtemps, Radisson décide de revenir à Trois-Rivières. Diffusion : le lundi 24 décembre 1962.
14. Malgré les recommandations de Radisson, le chef huron pose ses pièges. Diffusion : le lundi 31 décembre 1962.
15. L’ennui et l’immobilité poussent Radisson et les Hurons à se quereller. Seul Des Groseilliers conserve son calme. Diffusion : le lundi 7 janvier 1963.
16. Radisson établi son campement dans une région qu’il croit inhabitée. Des Groseilliers est cependant blessé par une flèche empoisonnée. Diffusion : le lundi 14 janvier 1963.
17. Un combat mouvementé oppose Radisson à un jeune guerrier cri. (Note: lors de la rediffusion du vendredi 17 septembre 1965, le télé-horaire La Semaine à Radio-Canada décrit comme suit cet épisode : « Tayona, la fille du chef Cri, sent son cœur battre pour Radisson. ». Diffusion : le lundi 21 janvier 1963.
18. Après avoir passé l’hiver chez les Cris, Des Groseilliers a hâte de retourner à Trois-Rivières. Mais le chef invite les deux trappeurs à passer l’été avec lui. Un refus serait une insulte grave. Diffusion : le lundi 28 janvier 1963.
19. En route vers Trois-Rivières, Radisson et Des Groseilliers doivent reprendre les ballots de fourrure qu’ils avaient confiés au chef des Outaouais. Diffusion : le lundi 4 février 1963.
20. En redescendant la rivière des Outaouais, Radisson est frappé par le grand nombre de canots iroquois qui remontent vers l’endroit où il a laissé les deux Anglais. Diffusion : le lundi 11 février 1963.
21. Au printemps de 1664, Des Groseilliers s’embarque pour la France afin de voir le roi et d’obtenir justice contre le gouverneur de Trois-Rivières qui a dépouillé les coureurs des bois. Diffusion : le lundi 18 février 1963.
22. À Boston, Radisson et Des Groseilliers essayent d’intéresser les armateurs à leur projet mais personne ne semble croire aux richesses fabuleuses dont ils parlent. Diffusion : le lundi 25 février 1963.
23. Une mutinerie éclate à bord du bateau qui emmène Radisson et Des Groseilliers vers la Baie d’Hudson. Diffusion : le lundi 4 mars 1963.
24. Ayant découvert la malhonnêteté du capitaine, Radisson ordonne à l’équipage de faire route vers Boston. Mais les marins, devinant qu’ils ne seront pas payés pour leur travail, en veulent au Français. Diffusion : le lundi 11 mars 1963.
25. Dans un petit village de pêcheur, deux familles ennemies s’en veulent à la mort. Radisson ne veut pas quitter les lieux sans avoir ramené la paix chez ces gens. Diffusion : le lundi 18 mars 1963.
26. De retour à Trois-Rivières. Radisson et Desgroseilliers ont reçu l’ordre de comparaître devant le juge. Diffusion : le lundi 25 mars 1963.
27. Le gouverneur de la Nouvelle-France ayant interdit la traite de fourrures à Radisson et à Desgroseilliers, les deux coureurs des bois ont offert leurs services au roi d’Angleterre. Dernier épisode. Diffusion : le lundi 1er avril 1963.
Source : La Semaine à Radio-Canada - Horaire des chaînes françaises de radio et télévision de Radio-Canada, publication hebdomadaire, 1957-1967.

## Commentaires
- La série est rediffusée du vendredi 4 juin au vendredi 26 novembre 1965[4]. Il y a 26 épisodes en tout. Lors de cette rediffusion, on indique uniquement une seule fois l'épisode concernant « quatre gentilshommes qui viennent de France » mentionné lors de la diffusion des 22 et 29 octobre 1962. Ceci nous persuade qu'il s'agissait en fait du même épisode.

- Dans le coffret VHS : SRC Classiques des années cinquante (commercialisé vers 1993), le Volume 2 comprend un épisode de Pépinot et un épisode de Radisson. Dans cet épisode Radisson est responsable d’une expédition Huronne en territoire Cri. Tayona, une indienne Crie enflamme la jalousie de son prétendant Lerka, un indien Cri, en prêtant un peu trop d’attention à Radisson. Parallèlement, le Grand Chef des Cris lui apprend que deux peaux de fourrures ont été volées à Lerka. Les deux peaux de fourrures sont retrouvées dans le campement des Hurons. Radisson doit alors se battre contre Lerka comme punition. Radisson en sort vainqueur. Dans le crédit de cet épisode, on écrit « Des Groseillers », le rôle tenu par René Caron.

- Le télé-horaire La Semaine à Radio-Canada publie un article sur Radisson à la première et à la septième page de la semaine du 2 au 8 février 1957 (Vol. VII, no 18) qui explique la série, et on apprend que la série est destinée à être diffusée aux réseaux français et anglais de Radio-Canada. On apprend également que la nouvelle série doit comporter 39 épisodes. Les quinze premiers épisodes étaient en cours de production et les 24 autres devaient l’être au cours de l’automne de 1957. Commentaire : malgré la mention relevée d’une troisième saison en 1959, il semble cependant, que seulement 26 épisodes aient été produits.